# Stepanos I (ormiański patriarcha Konstantynopola)
Stepanos I (ur. ?, zm. ?) – w latach 1550–1560 7. ormiański Patriarcha Konstantynopola.